# Krückeberg (Hessisch Oldendorf)
Krückeberg ist ein Ortsteil von Hessisch Oldendorf im Landkreis Hameln-Pyrmont in Niedersachsen.

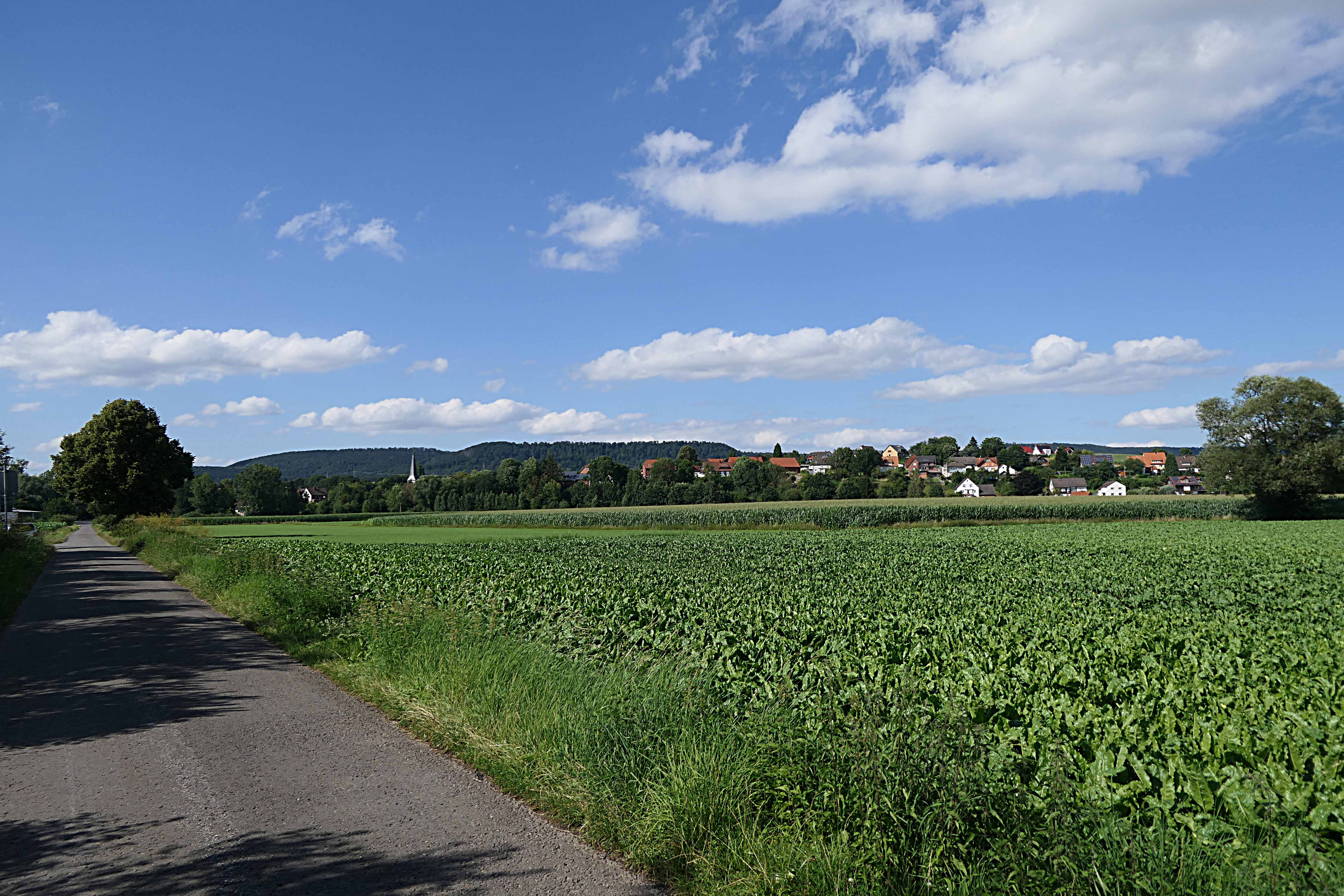
Krückeberg von Süden

Das Dorf liegt etwa elf Kilometer nordwestlich von Hameln und rund 2,5 Kilometer von der Kernstadt Hessisch Oldendorf entfernt. Nachbarort ist Zersen. Hessisch Oldendorf besteht aus der Kernstadt und sechs Ortschaften; eine davon ist die Ortschaft Hohenstein, zu der der Ortsteil Krückeberg gehört. Krückeberg hat zurzeit etwa 326 Einwohner. Mittelpunkt des kleinen Dorfes ist die Petrikirche der Kirchengemeinde Weibeck-Krückeberg.
Die erste urkundliche Erwähnung erfolgte anno 1242. In die Zeit um 1000 geht wahrscheinlich die Gründung der Kirche zurück. Zu den ältesten schaumburgischen Burgmannshöfen, deren Gründung bis in die karolingische Zeit reicht, gehört der Krückberger „Junkernhof“.
Das dörfliche und kulturelle Leben wird überwiegend vom Krückeberger Heimatverein und der Freiwilligen Feuerwehr geprägt.

## Söhne und Töchter
- Wilhelm Beisner (1911–?), SD- und SS-Führer sowie Waffenhändler und BND-Agent